# Húsavík

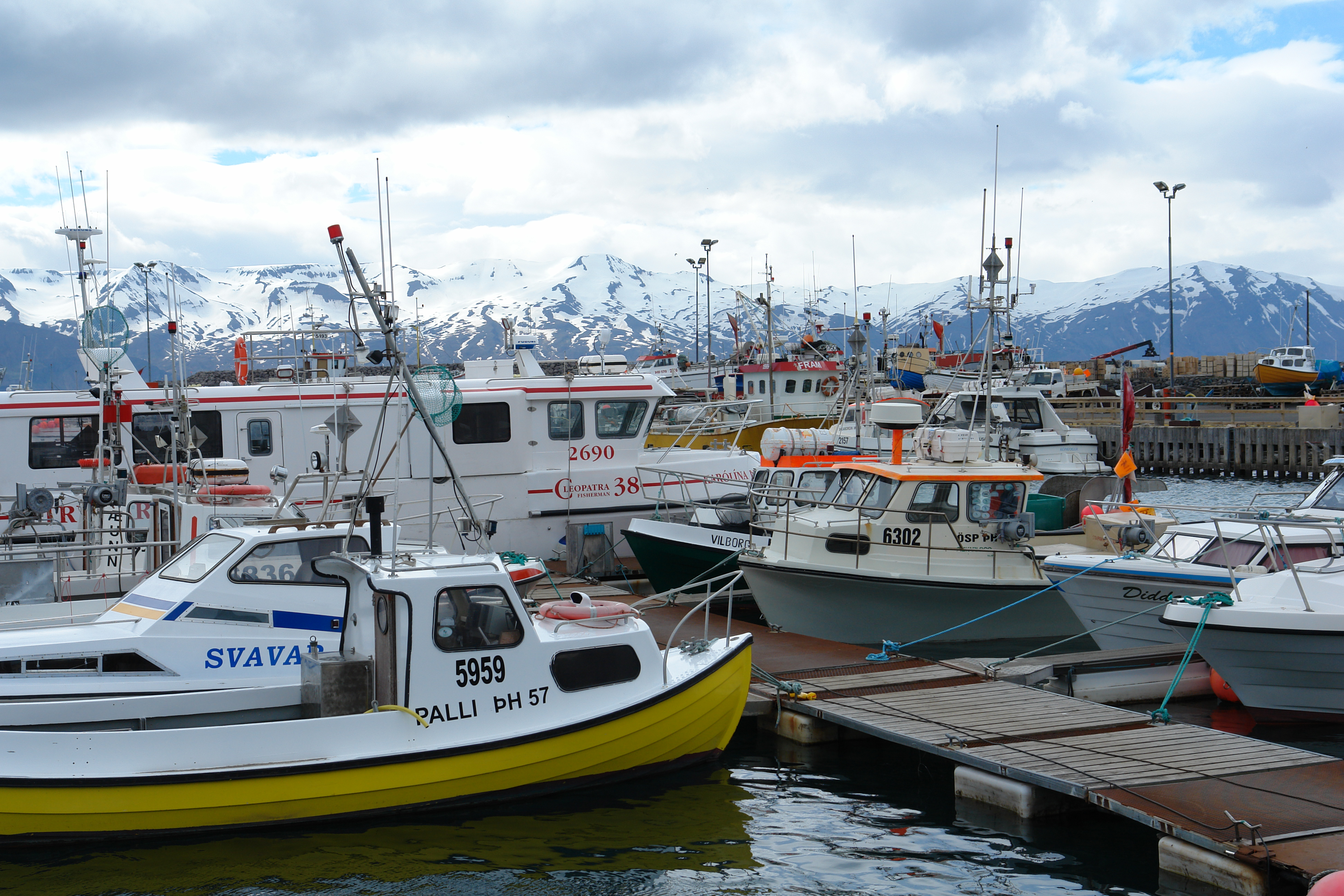
Přístav v Húsavíku

Húsavík je městečko na severu Islandu. Žije zde 2269 obyvatel. Húsavík je především spojený s rybářstvím což je znát při prvním pohledu na přístav. Nicméně i mimo něj se s rybářstvím setkáte – ať již se jedná o továrnu na zpracování ryb, která je přístupná veřejnosti nebo o velrybí centrum Hvalamidstodin. Zde se dovíte vše možné o velkých mořských savcích a islandské rybářské historii spojené s velrybami.
Na Islandu je jednou z turisticky nejzajímavějších aktivit pozorování velryb. A právě Húsavík pro tuto jedinečnost skýtá ideální podmínky. Po zálivu často vyjíždějí malé lodě za účelem pozorování velryb a jiných větších savců, popřípadě ptáků. Právě malé lodě jsou pro svoji nehlučnost pro pozorování velryb vhodné. Velryby na Islandu můžete pozorovat na více místech (mnoho výjezdů je pořádáno například přímo z Reykjavíku), ale právě Húsavík je známý tím, že šance spatřit velryby je vždy velmi vysoká. Spolu s výlety za velrybami lodě vyrážejí také pozorovat ptactvo – nedaleko od přístavu se například nachází ostrůvek Lundey, kde hnízdí tisíce ptáků včetně populárních papuchalků.
V Húsavíku je dostatek možností nákupů, stravování a také ubytování. Pokud se podél zálivu vydáte dále za Húsavík na sever, můžete takto ze severu dorazit k Ásbyrgi a národnímu parku Jökulsárgljúfur. Také se můžete vydat objevovat skoro opuštěné severovýchodní výběžky Islandu. Cesty jsou v těchto oblastech výhradně prašné, neasfaltované.
V Húsavíku můžete najít několik zajímavých muzeí, mezi nejzajímavější lze zařadit muzeum velryb a od roku 2004 do roku 2012 zde bylo Islandské falologické muzeum. Jeho provozovatel v malém domku vystavoval více než 190 exponátů nejrůznějších živočišných druhů. Největší exponát (penis plejtváka) měří kolem 1,5 metru. Muzeum je od roku 2012 opět v Reykjavíku.
Ti, kteří se k Húsavíku blíží od jihu, by určitě neměli vynechat tzv. Božský vodopád – Godafoss, jeden z nejznámějších islandských vodopádů, a také jezero Mývatn.
Zeměpisné souřadnice jsou 66°03' severní šířky a 17°19' západní délky.
V Húsavíku se odehrává část filmu Eurovision Song Contest: The Story of Fire Saga, z něhož pochází dvě hlavní postavy Lars a Sigrid. Film měl premiéru 26. června 2020 na Netflixu, i když měl být zveřejněn v období konání Eurovize (polovina května), která byla kvůli nemoci covid-19 zrušena.